# 김동권 (1944년)
김동권(1944년 3월 19일~2008년 3월 7일)은 대한민국의 정치인이다. 제14대 국회의원을 지냈다.

## 역대 선거 결과
|  | 33.96% |

|  | 44.42% |

|  | 16.55% |

|  | 25.55% |

|  | 5.15% |